# 上野喜一郎 (実業家)
上野 喜一郎（うえの きいちろう、1929年11月12日 - 2008年1月8日）は、日本の経営者。南国殖産社長を務めた。

## 来歴・人物
鹿児島県鹿児島市出身。1953年に慶應義塾大学経済学部を卒業。東京貿易での勤務を経て、1956年11月に南国殖産取締役に就任し、1971年6月に社長に就任。1993年には鹿児島讀賣テレビ社長に就任。
2002年4月に勲四等旭日小綬章を受章。
2008年1月8日に腎不全のために死去。78歳没。

## 親族
上野喜左衛門（南国殖産代表取締役社長や参議院議員などを歴任）は父。永山在紀（元南国殖産代表取締役社長）は従弟。上野総一郎（南国殖産代表取締役社長）は長男。